# 33515 Linbohan
33515 Linbohan è un asteroide della fascia principale. Scoperto nel 1999, presenta un'orbita caratterizzata da un semiasse maggiore pari a 2,5340124 UA e da un'eccentricità di 0,1320249, inclinata di 1,99728° rispetto all'eclittica.